# هولي باترسون
هولي باترسون (بالإنجليزية: Holly Patterson)‏ (16 أبريل 1994 بهاميلتون في نيوزيلندا - ) هي لاعبة كرة قدم نيوزلندية في مركز الهجوم. شاركت مع منتخب نيوزيلندا تحت 17 سنة للسيدات لكرة القدم ‏ ومنتخب نيوزيلندا تحت 20 سنة للسيدات لكرة القدم ‏ ومنتخب نيوزيلندا الوطني لكرة القدم للنساء. أما مع النوادي، فقد لعبت مع Claudelands Rovers ‏.

## وصلات خارجية
- هولي باترسون على موقع الاتحاد الدولي (مؤرشف)  (الإنجليزية)
- هولي باترسون على موقع قاعدة بيانات كرة القدم.إي يو (الإنجليزية)
- هولي باترسون على موقع أوليمبيديا (الإنجليزية)